# Мухаммед Наджиб ар-Рубаи
Мухаммед Наджиб ар-Рубаи (араб. محمد نجيب الربيعي‎) — иракский государственный деятель. 14 июля 1958 года вступил в должность первого президента Ирака, 8 февраля 1963 года был смещён в результате военного переворота.

## Биография
Родился в 1904 году в Ираке (провинции Османской империи). Вместе с Абдель-Керимом Касемом принимал участие в Революции 14 июля. Королю Фейсалу II и его регенту Абдель-Илаху путчисты предложили сдаться. Король и вся его семья вышли из дворца, каждый из них держал над головой Коран. В то время как они покидали дворец, лейтенант Абдель Саттар аль-Абоси без приказа открыл огонь и расстрелял почти всю королевскую семью. Фейсал II скончался позже от ран в больнице, куда его доставили. После этих событий Абдель-Керим Касем занял должность премьер-министра Ирака, а Наджиб ар-Рубаи стал председателем Суверенного совета. В ходе переворота 8 февраля 1963 года Абдель-Керим Касем был убит, а Наджиб ар-Рубаи снят с должности. В 1965 году Мухаммед Наджиб ар-Рубаи скончался.